# Hard Rock Cafe

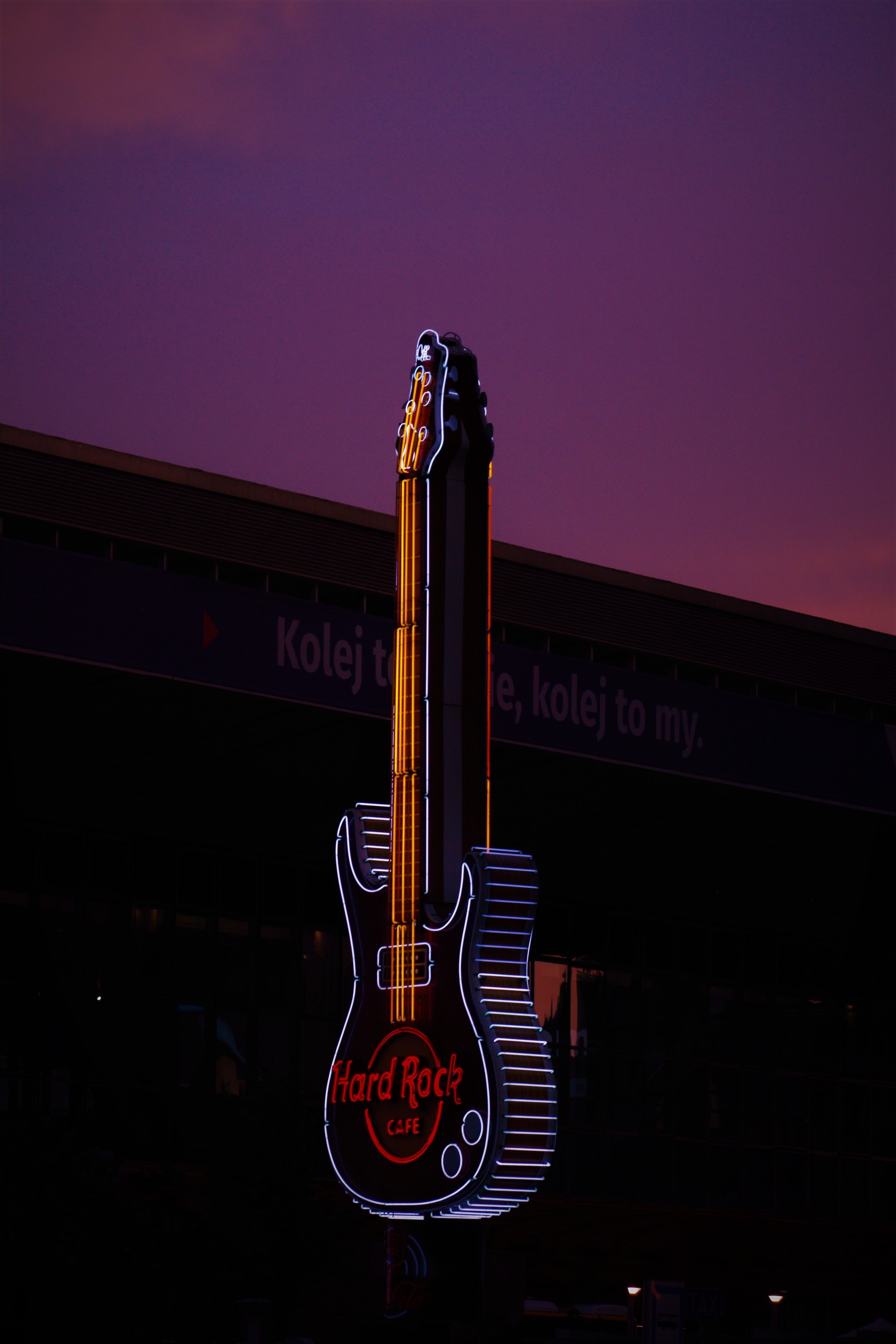
Hard Rock Cafe neon w Złotych Tarasach

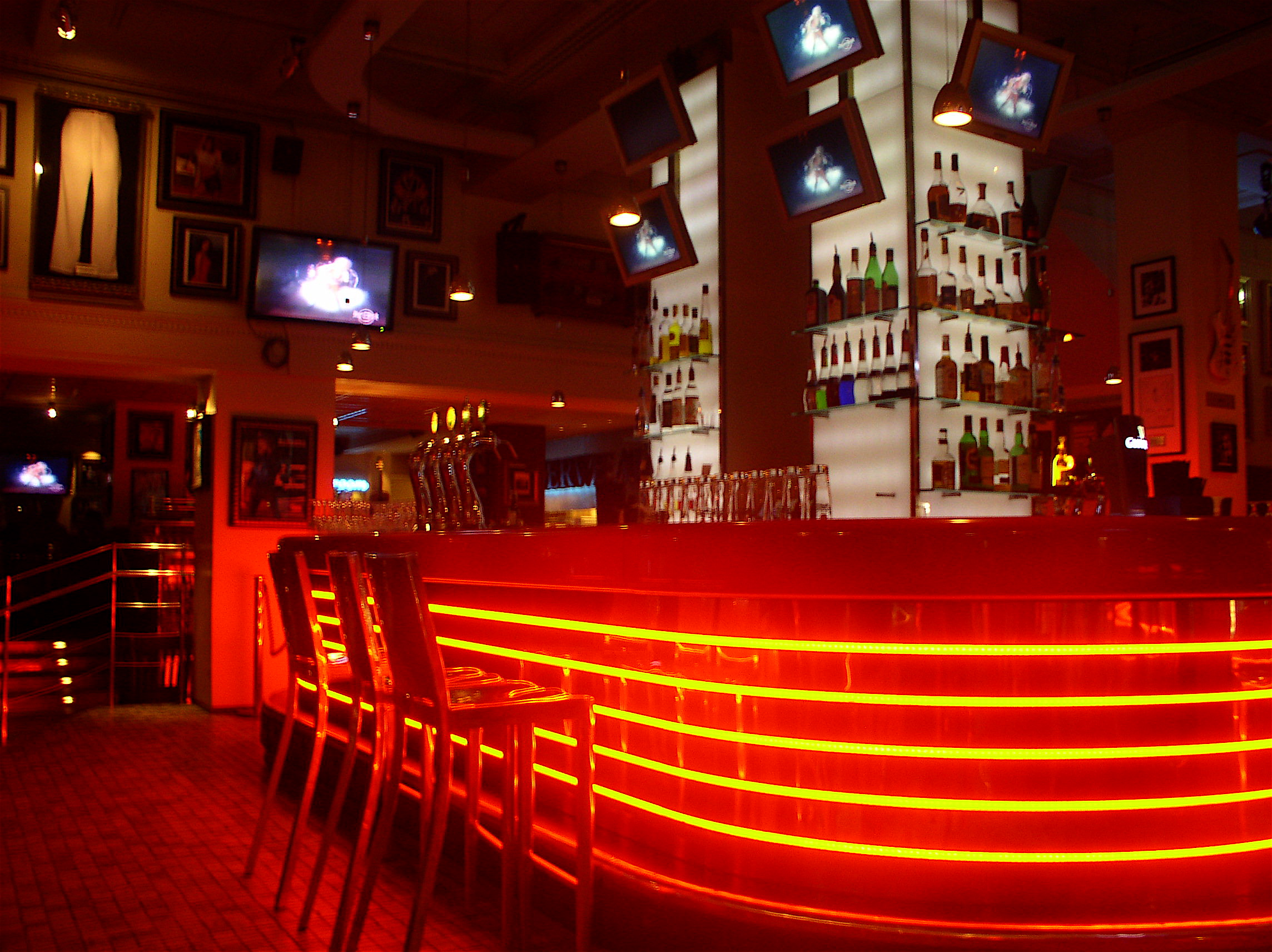
Hard Rock Cafe w Sztokholmie

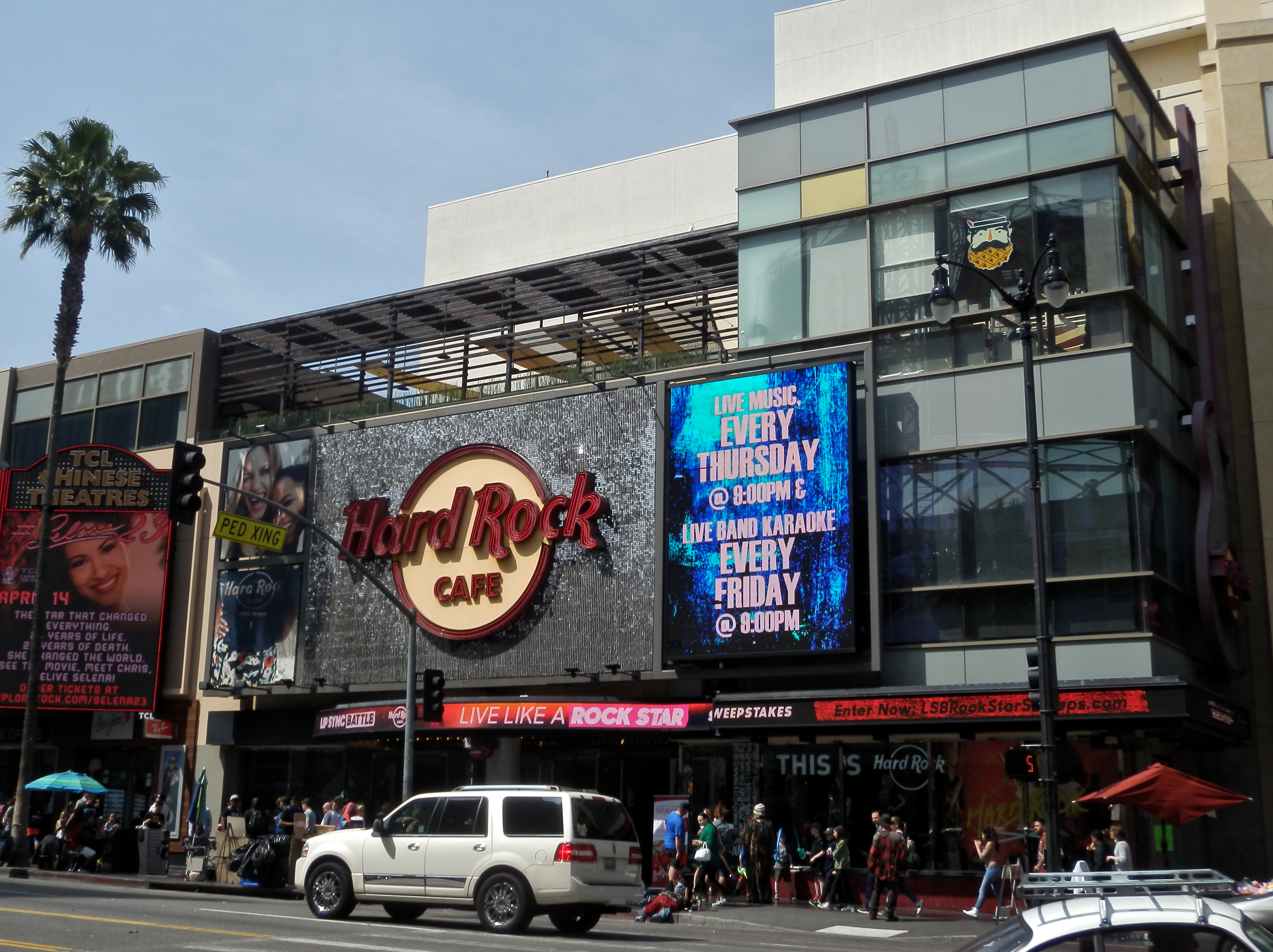
Hard Rock Cafe w Hollywood

Hard Rock Cafe – amerykańska sieć restauracji. Pierwsza z nich została założona przez Isaaca Tigretta i Petera Mortona w 1971 w londyńskim Hyde Park Corner, w byłym sklepie samochodów Rolls-Royce.

## Działalność
Obecnie działa 183 restauracji Hard Rock Cafe w ponad 59 krajach, w tym cztery w Polsce.
Hard Rock jest bardziej znane z atmosfery niż z jedzenia. Restauracje nie tylko ubiegają się o muzyczne pamiątki, ale także zakupują je na aukcjach na całym świecie. Hard Rock posiada największą kolekcję tego typu przedmiotów na świecie.
Pamiątki takie jak gitary z podpisami artystów, stroje z koncertów czy rzadkie fotografie wieszane są na ścianach restauracji. Kolekcja została zapoczątkowana w 1979 roku przez Erica Claptona, który wręczył niepodpisaną gitarę Fender restauracji w Londynie, której był częstym gościem. Pete Townshend, gitarzysta The Who wkrótce także wręczył swoją gitarę z dopiskiem „Moja jest równie dobra jak jego! Pozdrowienia, Pete.”.
Pierwszą w Europie Wschodniej restaurację Hard Rock Cafe otwarto we wrześniu 2003 Moskwie.

## Hard Rock Cafe w Polsce
8 lutego 2007 roku w Złotych Tarasach została otwarta Hard Rock Cafe Warsaw. Jest to pierwsza restauracja Hard Rock Cafe w Europie Centralnej i jedyna w Europie, w której mieści się profesjonalne studio radiowe.
Z niego codziennie nadawane są programy na żywo Antyradia oraz transmisje koncertów.
W maju 2008 roku otwarto Hard Rock Cafe na Rynku w Krakowie, ale tylko w części sklepowej, restauracja została otwarta 4 czerwca 2010.
W lipcu 2014 roku otwarto Hard Rock Cafe przy Długim Targu w Gdańsku.
22 marca 2018 roku została otwarta restauracja Hard Rock Cafe we Wrocławiu pod adresem Rynek 25. Restauracja ta jest czwartą restauracją w Polsce.